# 2.º governo de José I de Portugal
O 2.º governo de José I de Portugal, constituído a 6 de Maio de 1756 e substituído a 14 de Março de 1777, foi presidido por Sebastião José de Carvalho e Melo (subsequentemente elevado aos títulos de Conde de Oeiras e, mais tarde, Marquês de Pombal, durante a incumbência do cargo), na qualidade de secretário de Estado dos Negócios Interiores do Reino (se bem que o cargo de chefe de governo não estava ainda definido), sendo o executivo encabeçado pelo próprio D. José I.
Após a morte de D. José, em 1777, o Marquês de Pombal apresentou a sua demissão, que foi aceite por D. Maria por decreto de 4 de Março de 1777. Os secretários de Estado da Marinha e dos Negócios Estrangeiros haviam de ser reconduzidos no cargo durante o próximo governo.
A sua constituição era a seguinte:
| Cargo                                                         | Detentor                                                            | Período                                      |
| ------------------------------------------------------------- | ------------------------------------------------------------------- | -------------------------------------------- |
| Secretário de Estado dos Negócios Interiores do Reino         | Sebastião José de Carvalho e Melo/Conde de Oeiras/Marquês de Pombal | 6 de Maio de 1756 a 4 de Março de 1777       |
| Secretário de Estado Adjunto dos Negócios Interiores do Reino | José de Seabra da Silva                                             | 3 de Junho de 1771 a 17 de Janeiro de 1774   |
| Secretário de Estado Adjunto dos Negócios Interiores do Reino | Aires de Sá e Melo                                                  | 15 de Fevereiro de 1775 a ?                  |
| Secretário de Estado dos Negócios da Marinha                  | Diogo de Mendonça Corte-Real                                        | 6 de Maio de 1756 a 7 de Setembro de 1756    |
| Secretário de Estado dos Negócios da Marinha                  | Luís da Cunha Manuel (interino)                                     | 7 de Setembro de 1756 a 5 de Outubro de 1756 |
| Secretário de Estado dos Negócios da Marinha                  | Tomé Joaquim da Costa Corte-Real                                    | 5 de Outubro de 1756 a 20 de Março de 1760   |
| Secretário de Estado dos Negócios da Marinha                  | Francisco Xavier de Mendonça Furtado                                | 20 de Março de 1760 a 15 de Novembro de 1769 |
| Secretário de Estado dos Negócios da Marinha                  | Martinho de Melo e Castro                                           | 12 de Julho de 1770 a 14 de Março de 1777    |
| Secretário de Estado dos Negócios Estrangeiros e da Guerra    | Luís da Cunha Manuel                                                | 6 de Maio de 1756 a Junho de 1776            |
| Secretário de Estado dos Negócios Estrangeiros e da Guerra    | Aires de Sá e Melo                                                  | Junho de 1776 a 14 de Março de 1777          |

## Galeria

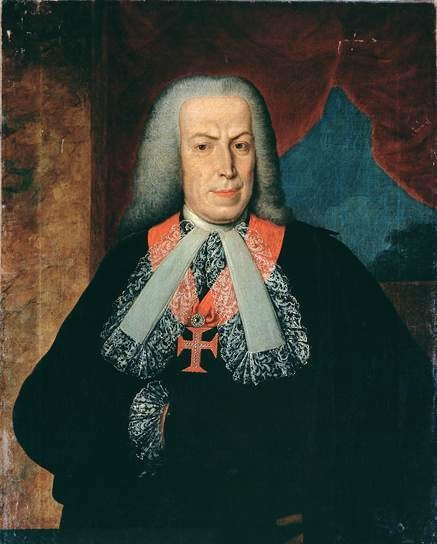
Sebastião José de Carvalho e Melo, secretário de Estado dos Negócios Interiores do Reino
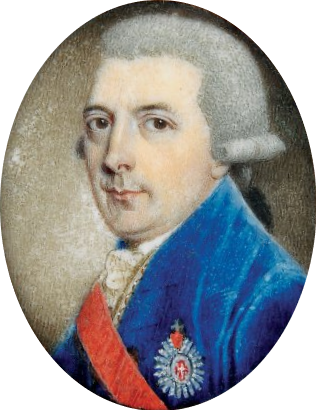
José Seabra da Silva, secretário de Estado adjunto dos Negócios Interiores do Reino
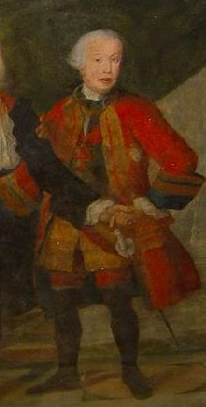
Francisco Xavier de Mendonça Furtado, secretário de Estado dos Negócios da Marinha
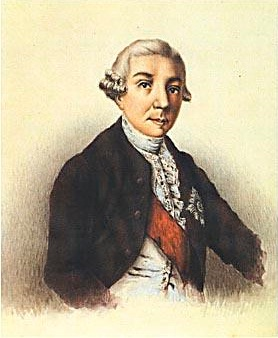
Martinho de Melo e Castro, secretário de Estado dos Negócios da Marinha